# Chiasso
Chiasso (udtales "kiàsso") er den sydligste by i den italiensktalende kanton Ticino i Schweiz. Kommunen har ca. 8.000 indbyggere, og byen er mest kendt som grænseby for trafikken mellem Skt. Gotthard-passet og Italien. Chiasso er i dag så meget vokset sammen med den italienske by Como, at det fornemmes som samme by, når man passerer ad motorvejen.